# أنيس أحمد (لاعب هوكي الحقل)
أنيس أحمد (بالإنجليزية: Anis Ahmed) هو لاعب هوكي الحقل باكستاني، ولد في 10 ديسمبر 1973.

## وصلات خارجية
- أنيس أحمد على موقع أوليمبيديا (الإنجليزية)